# Antônio Rodrigues de Azevedo

Armas do barão de Ivahí.

Antônio Rodrigues Azevedo, primeiro e único Barão de Ivahí, (Vila Nova de Gaia, 1807 — Rio de Janeiro, 19 de novembro de 1876) foi um fazendeiro brasileiro.
Filho de Manuel Rodrigues Monteiro e de Maria Joaquina de Azevedo; casou-se com Maria Amélia Barcellos.
Fazendeiro em Itaguaí, foi agraciado Barão em 18 de abril de 1859. Era cavaleiro da Imperial Ordem de Cristo e oficial da Imperial Ordem da Rosa.